# Liste des planètes mineures non numérotées découvertes en novembre 2010
Pour un article plus général, voir Liste des planètes mineures non numérotées découvertes en 2010.
Pour un article plus général, voir Liste des planètes mineures.
Cet article dresse la liste des planètes mineures (astéroïdes, centaures, objets transneptuniens et assimilés) non numérotées découvertes en novembre 2010 dans l'ordre de leur découverte.
Au 15 janvier 2025, 661 077 des 1 434 993 planètes mineures répertoriées par le Centre des planètes mineures ne sont pas encore numérotées, soit 46,07 %.

## Rappel concernant la désignation provisoire
La désignation provisoire indique l'ordre de découverte de ces objets. En effet, cette désignation est composée de l'année de découverte (par exemple 2010) suivie de la quinzaine (demi-mois) de découverte (p.e. A = 1-15 janvier) puis de l'ordre de découverte dans cette quinzaine. Cet ordre est indiqué par une lettre et éventuellement un chiffre comme suit : A pour la première découverte, B pour la deuxième, ..., Z pour la 25e (le I n'est pas utilisé pour éviter la confusion avec 1), A1 pour la 26e, B1 pour la 27e, etc. , Z1 pour la 50e, A2 pour la 51e, B2 pour la 52e, etc. L'ordre de la numérotation ne suit donc pas l'ordre alphanumérique. 2010 AA1 suit ainsi 2010 AZ et précède 2010 AB1.

## Liste

### Du1erau 15 novembre 2010
- 2010 VB
- 2010 VC
- 2010 VF
- 2010 VG
- 2010 VH
- 2010 VJ
- 2010 VK
- 2010 VL
- 2010 VM
- 2010 VO
- 2010 VP
- 2010 VQ
- 2010 VR
- 2010 VU
- 2010 VV
- 2010 VW
- 2010 VX
- 2010 VY
- 2010 VZ
- 2010 VB1
- 2010 VD1
- 2010 VH1
- 2010 VJ1
- 2010 VK1
- 2010 VL1
- 2010 VN1
- 2010 VO1
- 2010 VX1
- 2010 VD2
- 2010 VG2
- 2010 VK2
- 2010 VL2
- 2010 VM2
- 2010 VN2
- 2010 VQ2
- 2010 VS2
- 2010 VX2
- 2010 VF3
- 2010 VH3
- 2010 VO3
- 2010 VJ4
- 2010 VQ4
- 2010 VS4
- 2010 VW4
- 2010 VX4
- 2010 VY4
- 2010 VZ4
- 2010 VB5
- 2010 VC5
- 2010 VE5
- 2010 VH5
- 2010 VL5
- 2010 VU5
- 2010 VY5
- 2010 VG6
- 2010 VM6
- 2010 VV6
- 2010 VC7
- 2010 VJ7
- 2010 VM7
- 2010 VN7
- 2010 VP7
- 2010 VY7
- 2010 VL8
- 2010 VQ8
- 2010 VW8
- 2010 VX8
- 2010 VA9
- 2010 VE9
- 2010 VG9
- 2010 VJ9
- 2010 VK9
- 2010 VL9
- 2010 VR9
- 2010 VZ9
- 2010 VB10
- 2010 VC10
- 2010 VD10
- 2010 VE10
- 2010 VR10
- 2010 VS10
- 2010 VW10
- 2010 VZ10
- 2010 VG11
- 2010 VJ11
- 2010 VP11
- 2010 VT11
- 2010 VU11
- 2010 VZ11
- 2010 VA12
- 2010 VO12
- 2010 VT12
- 2010 VU12
- 2010 VF13
- 2010 VJ13
- 2010 VO13
- 2010 VT13
- 2010 VU13
- 2010 VA14
- 2010 VD14
- 2010 VO14
- 2010 VE15
- 2010 VT15
- 2010 VE16
- 2010 VV16
- 2010 VW16
- 2010 VH17
- 2010 VY17
- 2010 VC18
- 2010 VJ18
- 2010 VU18
- 2010 VG19
- 2010 VH19
- 2010 VJ19
- 2010 VK19
- 2010 VN19
- 2010 VP19
- 2010 VW19
- 2010 VC20
- 2010 VD20
- 2010 VB21
- 2010 VC21
- 2010 VE21
- 2010 VN21
- 2010 VO21
- 2010 VP21
- 2010 VQ21
- 2010 VR21
- 2010 VS21
- 2010 VT21
- 2010 VU21
- 2010 VV21
- 2010 VZ21
- 2010 VM22
- 2010 VN22
- 2010 VU22
- 2010 VW22
- 2010 VX22
- 2010 VA23
- 2010 VD23
- 2010 VJ23
- 2010 VG24
- 2010 VW24
- 2010 VA25
- 2010 VM25
- 2010 VN25
- 2010 VA26
- 2010 VE26
- 2010 VF26
- 2010 VA27
- 2010 VE27
- 2010 VF27
- 2010 VA28
- 2010 VN28
- 2010 VV28
- 2010 VA29
- 2010 VF29
- 2010 VS29
- 2010 VV29
- 2010 VV30
- 2010 VB31
- 2010 VJ31
- 2010 VM31
- 2010 VN31
- 2010 VO31
- 2010 VZ31
- 2010 VC32
- 2010 VD32
- 2010 VJ32
- 2010 VQ32
- 2010 VV32
- 2010 VZ32
- 2010 VC33
- 2010 VJ33
- 2010 VL33
- 2010 VM33
- 2010 VN33
- 2010 VS33
- 2010 VF34
- 2010 VR35
- 2010 VK36
- 2010 VL38
- 2010 VQ38
- 2010 VB39
- 2010 VF39
- 2010 VQ39
- 2010 VR39
- 2010 VA40
- 2010 VB40
- 2010 VC40
- 2010 VM40
- 2010 VO40
- 2010 VR40
- 2010 VS40
- 2010 VU40
- 2010 VY40
- 2010 VF41
- 2010 VH41
- 2010 VL41
- 2010 VN41
- 2010 VQ41
- 2010 VV41
- 2010 VG42
- 2010 VN42
- 2010 VQ42
- 2010 VS42
- 2010 VG43
- 2010 VJ43
- 2010 VT43
- 2010 VY43
- 2010 VZ43
- 2010 VB44
- 2010 VC44
- 2010 VH44
- 2010 VT44
- 2010 VB45
- 2010 VD45
- 2010 VH45
- 2010 VK45
- 2010 VV45
- 2010 VN46
- 2010 VT46
- 2010 VM47
- 2010 VX47
- 2010 VH48
- 2010 VK48
- 2010 VC49
- 2010 VD49
- 2010 VP49
- 2010 VW49
- 2010 VQ50
- 2010 VR50
- 2010 VS50
- 2010 VA51
- 2010 VD51
- 2010 VT51
- 2010 VU51
- 2010 VE52
- 2010 VH52
- 2010 VJ52
- 2010 VM52
- 2010 VT52
- 2010 VY52
- 2010 VB53
- 2010 VD53
- 2010 VE53
- 2010 VR53
- 2010 VS53
- 2010 VT53
- 2010 VB54
- 2010 VC54
- 2010 VE54
- 2010 VH54
- 2010 VU54
- 2010 VV54
- 2010 VX54
- 2010 VJ55
- 2010 VL55
- 2010 VO55
- 2010 VP55
- 2010 VS55
- 2010 VV55
- 2010 VW55
- 2010 VA56
- 2010 VB56
- 2010 VJ56
- 2010 VL56
- 2010 VN56
- 2010 VP56
- 2010 VQ56
- 2010 VR56
- 2010 VV56
- 2010 VY56
- 2010 VA57
- 2010 VB57
- 2010 VG57
- 2010 VH57
- 2010 VG58
- 2010 VH58
- 2010 VJ58
- 2010 VK58
- 2010 VV58
- 2010 VX58
- 2010 VA59
- 2010 VN59
- 2010 VQ59
- 2010 VR59
- 2010 VS59
- 2010 VT59
- 2010 VA60
- 2010 VC60
- 2010 VF60
- 2010 VL60
- 2010 VS60
- 2010 VY60
- 2010 VC61
- 2010 VF61
- 2010 VK61
- 2010 VT61
- 2010 VB62
- 2010 VH62
- 2010 VO63
- 2010 VS63
- 2010 VZ63
- 2010 VJ64
- 2010 VR64
- 2010 VT64
- 2010 VD65
- 2010 VL65
- 2010 VM65
- 2010 VN65
- 2010 VP65
- 2010 VC66
- 2010 VH66
- 2010 VK66
- 2010 VM66
- 2010 VQ66
- 2010 VR66
- 2010 VS66
- 2010 VT66
- 2010 VC67
- 2010 VV67
- 2010 VA68
- 2010 VB68
- 2010 VF68
- 2010 VH69
- 2010 VK69
- 2010 VM69
- 2010 VX69
- 2010 VH71
- 2010 VN71
- 2010 VS71
- 2010 VY71
- 2010 VZ71
- 2010 VA72
- 2010 VC72
- 2010 VD72
- 2010 VE72
- 2010 VF72
- 2010 VJ72
- 2010 VQ72
- 2010 VS72
- 2010 VY73
- 2010 VP74
- 2010 VX74
- 2010 VY74
- 2010 VE75
- 2010 VJ75
- 2010 VW75
- 2010 VX75
- 2010 VZ75
- 2010 VA76
- 2010 VB76
- 2010 VF76
- 2010 VU76
- 2010 VA77
- 2010 VF77
- 2010 VQ77
- 2010 VW77
- 2010 VY77
- 2010 VD78
- 2010 VG78
- 2010 VO78
- 2010 VY78
- 2010 VD79
- 2010 VF79
- 2010 VH79
- 2010 VX79
- 2010 VY79
- 2010 VN80
- 2010 VR80
- 2010 VS80
- 2010 VV80
- 2010 VY80
- 2010 VB81
- 2010 VX82
- 2010 VE83
- 2010 VU83
- 2010 VA84
- 2010 VB84
- 2010 VE84
- 2010 VL84
- 2010 VP84
- 2010 VR84
- 2010 VB85
- 2010 VJ85
- 2010 VG86
- 2010 VL86
- 2010 VX86
- 2010 VC87
- 2010 VS87
- 2010 VS88
- 2010 VZ88
- 2010 VH89
- 2010 VK89
- 2010 VT89
- 2010 VN91
- 2010 VS91
- 2010 VE92
- 2010 VF92
- 2010 VQ92
- 2010 VU92
- 2010 VZ92
- 2010 VD93
- 2010 VG93
- 2010 VH93
- 2010 VK93
- 2010 VM93
- 2010 VS93
- 2010 VT93
- 2010 VW93
- 2010 VH94
- 2010 VL94
- 2010 VQ94
- 2010 VT94
- 2010 VV94
- 2010 VC95
- 2010 VP95
- 2010 VX95
- 2010 VZ95
- 2010 VD96
- 2010 VP96
- 2010 VZ96
- 2010 VC97
- 2010 VD97
- 2010 VF97
- 2010 VE98
- 2010 VN98
- 2010 VO98
- 2010 VP98
- 2010 VQ98
- 2010 VU98
- 2010 VV98
- 2010 VW98
- 2010 VY98
- 2010 VA99
- 2010 VB99
- 2010 VC99
- 2010 VD99
- 2010 VX99
- 2010 VD100
- 2010 VT100
- 2010 VX100
- 2010 VE101
- 2010 VG101
- 2010 VJ101
- 2010 VN101
- 2010 VZ101
- 2010 VH102
- 2010 VO103
- 2010 VY103
- 2010 VG104
- 2010 VH104
- 2010 VY104
- 2010 VJ105
- 2010 VW105
- 2010 VD106
- 2010 VU106
- 2010 VR107
- 2010 VG108
- 2010 VH108
- 2010 VJ108
- 2010 VR108
- 2010 VS108
- 2010 VT108
- 2010 VX108
- 2010 VA109
- 2010 VL109
- 2010 VQ109
- 2010 VV109
- 2010 VX109
- 2010 VZ109
- 2010 VW110
- 2010 VY110
- 2010 VZ110
- 2010 VE111
- 2010 VF111
- 2010 VG111
- 2010 VK111
- 2010 VL111
- 2010 VM111
- 2010 VQ111
- 2010 VR111
- 2010 VG112
- 2010 VH112
- 2010 VP112
- 2010 VQ112
- 2010 VS112
- 2010 VY112
- 2010 VH113
- 2010 VJ113
- 2010 VF114
- 2010 VG116
- 2010 VO116
- 2010 VC117
- 2010 VO117
- 2010 VQ117
- 2010 VX117
- 2010 VA118
- 2010 VF118
- 2010 VO118
- 2010 VY118
- 2010 VB119
- 2010 VO119
- 2010 VQ119
- 2010 VT119
- 2010 VZ119
- 2010 VM120
- 2010 VT121
- 2010 VV121
- 2010 VY121
- 2010 VD122
- 2010 VP122
- 2010 VY122
- 2010 VB123
- 2010 VE123
- 2010 VP123
- 2010 VU123
- 2010 VY123
- 2010 VA124
- 2010 VC124
- 2010 VD124
- 2010 VG124
- 2010 VJ124
- 2010 VT124
- 2010 VW124
- 2010 VX124
- 2010 VA125
- 2010 VE125
- 2010 VH125
- 2010 VJ125
- 2010 VK125
- 2010 VM125
- 2010 VV125
- 2010 VX125
- 2010 VY125
- 2010 VB126
- 2010 VF126
- 2010 VK126
- 2010 VW126
- 2010 VA128
- 2010 VB128
- 2010 VJ128
- 2010 VV128
- 2010 VB129
- 2010 VE129
- 2010 VC130
- 2010 VJ130
- 2010 VM130
- 2010 VO130
- 2010 VP130
- 2010 VR130
- 2010 VT130
- 2010 VU130
- 2010 VZ130
- 2010 VD131
- 2010 VH131
- 2010 VF132
- 2010 VL132
- 2010 VP132
- 2010 VT132
- 2010 VA133
- 2010 VR133
- 2010 VA134
- 2010 VE134
- 2010 VQ134
- 2010 VT134
- 2010 VY134
- 2010 VA135
- 2010 VE135
- 2010 VG135
- 2010 VL135
- 2010 VP135
- 2010 VP136
- 2010 VZ136
- 2010 VO137
- 2010 VP137
- 2010 VU137
- 2010 VV137
- 2010 VZ137
- 2010 VB138
- 2010 VF138
- 2010 VD139
- 2010 VE139
- 2010 VF139
- 2010 VJ139
- 2010 VK139
- 2010 VL139
- 2010 VM139
- 2010 VN139
- 2010 VO139
- 2010 VP139
- 2010 VQ139
- 2010 VR139
- 2010 VW139
- 2010 VX139
- 2010 VY139
- 2010 VZ139
- 2010 VA140
- 2010 VB140
- 2010 VC140
- 2010 VD140
- 2010 VE140
- 2010 VK140
- 2010 VU140
- 2010 VY140
- 2010 VC141
- 2010 VM141
- 2010 VV141
- 2010 VA142
- 2010 VS142
- 2010 VU142
- 2010 VV142
- 2010 VC143
- 2010 VF143
- 2010 VJ143
- 2010 VL143
- 2010 VN143
- 2010 VP143
- 2010 VQ143
- 2010 VW143
- 2010 VY143
- 2010 VA144
- 2010 VF144
- 2010 VM144
- 2010 VQ144
- 2010 VR144
- 2010 VY144
- 2010 VA145
- 2010 VD145
- 2010 VP145
- 2010 VV145
- 2010 VA146
- 2010 VC146
- 2010 VF146
- 2010 VG146
- 2010 VV146
- 2010 VF147
- 2010 VG147
- 2010 VJ147
- 2010 VO147
- 2010 VQ147
- 2010 VZ147
- 2010 VE148
- 2010 VO148
- 2010 VP148
- 2010 VQ148
- 2010 VU148
- 2010 VZ148
- 2010 VG149
- 2010 VN149
- 2010 VP149
- 2010 VB150
- 2010 VJ150
- 2010 VL150
- 2010 VP150
- 2010 VQ150
- 2010 VT150
- 2010 VX150
- 2010 VA151
- 2010 VD151
- 2010 VK151
- 2010 VP151
- 2010 VQ151
- 2010 VY151
- 2010 VJ152
- 2010 VL153
- 2010 VM153
- 2010 VO153
- 2010 VR153
- 2010 VS153
- 2010 VV153
- 2010 VB154
- 2010 VD154
- 2010 VG154
- 2010 VJ154
- 2010 VN154
- 2010 VR154
- 2010 VJ155
- 2010 VL155
- 2010 VO155
- 2010 VP155
- 2010 VQ155
- 2010 VS155
- 2010 VV155
- 2010 VW155
- 2010 VZ155
- 2010 VB156
- 2010 VF156
- 2010 VK156
- 2010 VL156
- 2010 VN156
- 2010 VU156
- 2010 VC157
- 2010 VE157
- 2010 VF157
- 2010 VH157
- 2010 VK157
- 2010 VN157
- 2010 VQ157
- 2010 VV157
- 2010 VA158
- 2010 VB158
- 2010 VE158
- 2010 VH158
- 2010 VP158
- 2010 VS158
- 2010 VV158
- 2010 VY158
- 2010 VT159
- 2010 VH160
- 2010 VM160
- 2010 VN160
- 2010 VU160
- 2010 VW160
- 2010 VY160
- 2010 VU161
- 2010 VV161
- 2010 VA162
- 2010 VB162
- 2010 VS162
- 2010 VZ162
- 2010 VA163
- 2010 VD163
- 2010 VK163
- 2010 VS163
- 2010 VF164
- 2010 VV164
- 2010 VR165
- 2010 VZ165
- 2010 VA166
- 2010 VC166
- 2010 VH166
- 2010 VM166
- 2010 VW166
- 2010 VH167
- 2010 VL167
- 2010 VR167
- 2010 VS167
- 2010 VU167
- 2010 VV167
- 2010 VW167
- 2010 VZ167
- 2010 VJ169
- 2010 VK169
- 2010 VV169
- 2010 VA170
- 2010 VD170
- 2010 VK172
- 2010 VT172
- 2010 VD173
- 2010 VE174
- 2010 VL174
- 2010 VM174
- 2010 VP174
- 2010 VV174
- 2010 VG175
- 2010 VP175
- 2010 VT175
- 2010 VV175
- 2010 VL176
- 2010 VH177
- 2010 VP177
- 2010 VS177
- 2010 VT177
- 2010 VU177
- 2010 VX177
- 2010 VK178
- 2010 VT178
- 2010 VQ179
- 2010 VR179
- 2010 VU179
- 2010 VW179
- 2010 VB180
- 2010 VD180
- 2010 VL180
- 2010 VM181
- 2010 VN181
- 2010 VO181
- 2010 VR181
- 2010 VR182
- 2010 VY182
- 2010 VB183
- 2010 VC183
- 2010 VE183
- 2010 VF183
- 2010 VK183
- 2010 VN183
- 2010 VO183
- 2010 VE184
- 2010 VL184
- 2010 VT184
- 2010 VW184
- 2010 VK185
- 2010 VN185
- 2010 VP185
- 2010 VR185
- 2010 VU185
- 2010 VX185
- 2010 VY185
- 2010 VZ185
- 2010 VL186
- 2010 VO186
- 2010 VS186
- 2010 VU186
- 2010 VX186
- 2010 VG187
- 2010 VH187
- 2010 VM187
- 2010 VP187
- 2010 VU187
- 2010 VV187
- 2010 VG188
- 2010 VJ188
- 2010 VN188
- 2010 VU188
- 2010 VW188
- 2010 VA189
- 2010 VC189
- 2010 VD189
- 2010 VE189
- 2010 VF189
- 2010 VL189
- 2010 VM189
- 2010 VN189
- 2010 VB190
- 2010 VF190
- 2010 VG190
- 2010 VN190
- 2010 VP190
- 2010 VU190
- 2010 VV190
- 2010 VX190
- 2010 VQ191
- 2010 VE193
- 2010 VY193
- 2010 VZ193
- 2010 VB194
- 2010 VC194
- 2010 VQ194
- 2010 VW194
- 2010 VF195
- 2010 VH195
- 2010 VQ195
- 2010 VR195
- 2010 VU195
- 2010 VY195
- 2010 VK196
- 2010 VL196
- 2010 VS196
- 2010 VC197
- 2010 VG197
- 2010 VN197
- 2010 VQ197
- 2010 VX197
- 2010 VB198
- 2010 VU198
- 2010 VE199
- 2010 VZ201
- 2010 VB202
- 2010 VQ202
- 2010 VK203
- 2010 VS203
- 2010 VZ203
- 2010 VE204
- 2010 VP204
- 2010 VS204
- 2010 VC205
- 2010 VF205
- 2010 VH205
- 2010 VN205
- 2010 VP205
- 2010 VQ205
- 2010 VS205
- 2010 VF206
- 2010 VU206
- 2010 VW206
- 2010 VC207
- 2010 VO207
- 2010 VT207
- 2010 VW207
- 2010 VD208
- 2010 VE208
- 2010 VG209
- 2010 VL209
- 2010 VN209
- 2010 VT209
- 2010 VK210
- 2010 VN210
- 2010 VP210
- 2010 VR210
- 2010 VC211
- 2010 VO211
- 2010 VV211
- 2010 VM212
- 2010 VN212
- 2010 VL213
- 2010 VP213
- 2010 VT213
- 2010 VU213
- 2010 VA214
- 2010 VB214
- 2010 VD214
- 2010 VN214
- 2010 VP214
- 2010 VQ214
- 2010 VE215
- 2010 VF215
- 2010 VG215
- 2010 VH215
- 2010 VM215
- 2010 VQ215
- 2010 VU215
- 2010 VV215
- 2010 VY215
- 2010 VL216
- 2010 VM216
- 2010 VS216
- 2010 VB217
- 2010 VM217
- 2010 VV217
- 2010 VM218
- 2010 VO218
- 2010 VS218
- 2010 VW218
- 2010 VH219
- 2010 VM219
- 2010 VP219
- 2010 VA220
- 2010 VV220
- 2010 VM221
- 2010 VX222
- 2010 VB223
- 2010 VJ223
- 2010 VH225
- 2010 VL225
- 2010 VX225
- 2010 VQ226
- 2010 VZ226
- 2010 VF227
- 2010 VO227
- 2010 VP227
- 2010 VR227
- 2010 VS227
- 2010 VW227
- 2010 VD228
- 2010 VH228
- 2010 VU228
- 2010 VY228
- 2010 VJ229
- 2010 VZ229
- 2010 VJ230
- 2010 VN230
- 2010 VX230
- 2010 VZ230
- 2010 VC231
- 2010 VD231
- 2010 VH231
- 2010 VK231
- 2010 VP231
- 2010 VS231
- 2010 VT231
- 2010 VW231
- 2010 VY231
- 2010 VB232
- 2010 VG232
- 2010 VH232
- 2010 VK232
- 2010 VL232
- 2010 VP232
- 2010 VY232
- 2010 VJ233
- 2010 VK233
- 2010 VN233
- 2010 VO233
- 2010 VP233
- 2010 VR233
- 2010 VT233
- 2010 VU233
- 2010 VX233
- 2010 VY233
- 2010 VB234
- 2010 VC234
- 2010 VF234
- 2010 VG234
- 2010 VH234
- 2010 VJ234
- 2010 VK234
- 2010 VL234
- 2010 VN234
- 2010 VP234
- 2010 VR234
- 2010 VS234
- 2010 VT234
- 2010 VW234
- 2010 VB235
- 2010 VD235
- 2010 VE235
- 2010 VF235
- 2010 VH235
- 2010 VK235
- 2010 VM235
- 2010 VP235
- 2010 VQ235
- 2010 VS235
- 2010 VU235
- 2010 VV235
- 2010 VX235
- 2010 VZ235
- 2010 VA236
- 2010 VC236
- 2010 VE236
- 2010 VH236
- 2010 VN236
- 2010 VO236
- 2010 VQ236
- 2010 VR236
- 2010 VS236
- 2010 VT236
- 2010 VU236
- 2010 VV236
- 2010 VW236
- 2010 VX236
- 2010 VY236
- 2010 VZ236
- 2010 VA237
- 2010 VD237
- 2010 VE237
- 2010 VF237
- 2010 VG237
- 2010 VH237
- 2010 VJ237
- 2010 VK237
- 2010 VL237
- 2010 VM237
- 2010 VN237
- 2010 VP237
- 2010 VQ237
- 2010 VR237
- 2010 VS237
- 2010 VT237
- 2010 VV237
- 2010 VW237
- 2010 VX237
- 2010 VY237
- 2010 VA238
- 2010 VB238
- 2010 VC238
- 2010 VD238
- 2010 VE238
- 2010 VF238
- 2010 VG238
- 2010 VH238
- 2010 VJ238
- 2010 VK238
- 2010 VL238
- 2010 VM238
- 2010 VN238
- 2010 VO238
- 2010 VY238
- 2010 VB239
- 2010 VC239
- 2010 VK239
- 2010 VR239
- 2010 VY239
- 2010 VA240
- 2010 VD240
- 2010 VG240
- 2010 VH240
- 2010 VK240
- 2010 VN240
- 2010 VP240
- 2010 VR240
- 2010 VA241
- 2010 VE241
- 2010 VQ241
- 2010 VS241
- 2010 VT241
- 2010 VX241
- 2010 VC242
- 2010 VD242
- 2010 VG242
- 2010 VH242
- 2010 VM242
- 2010 VN242
- 2010 VP242
- 2010 VS242
- 2010 VU242
- 2010 VX242
- 2010 VZ242
- 2010 VA243
- 2010 VB243
- 2010 VD243
- 2010 VE243
- 2010 VG243
- 2010 VH243
- 2010 VJ243
- 2010 VK243
- 2010 VL243
- 2010 VM243
- 2010 VN243
- 2010 VO243
- 2010 VP243
- 2010 VQ243
- 2010 VR243
- 2010 VS243
- 2010 VT243
- 2010 VU243
- 2010 VA244
- 2010 VF244
- 2010 VL244
- 2010 VQ244
- 2010 VU244
- 2010 VW244
- 2010 VX244
- 2010 VB245
- 2010 VD245
- 2010 VE245
- 2010 VF245
- 2010 VK245
- 2010 VL245
- 2010 VT245
- 2010 VU245
- 2010 VB246
- 2010 VG246
- 2010 VH246
- 2010 VJ246
- 2010 VO246
- 2010 VR246
- 2010 VS246
- 2010 VT246
- 2010 VU246
- 2010 VV246
- 2010 VU247
- 2010 VX247
- 2010 VY247
- 2010 VZ247
- 2010 VC248
- 2010 VE248
- 2010 VF248
- 2010 VG248
- 2010 VL248
- 2010 VN248
- 2010 VS248
- 2010 VU248
- 2010 VV248
- 2010 VW248
- 2010 VY248
- 2010 VZ248
- 2010 VA249
- 2010 VC249
- 2010 VP249
- 2010 VR249
- 2010 VS249
- 2010 VU249
- 2010 VX249
- 2010 VZ249
- 2010 VA250
- 2010 VD250
- 2010 VE250
- 2010 VF250
- 2010 VJ250
- 2010 VK250
- 2010 VQ250
- 2010 VZ250
- 2010 VK251
- 2010 VL251
- 2010 VP251
- 2010 VQ251
- 2010 VR251
- 2010 VS251
- 2010 VT251
- 2010 VC252
- 2010 VD252
- 2010 VM252
- 2010 VQ252
- 2010 VR252
- 2010 VT252
- 2010 VU252
- 2010 VV252
- 2010 VW252
- 2010 VX252
- 2010 VY252
- 2010 VZ252
- 2010 VB253
- 2010 VC253
- 2010 VD253
- 2010 VE253
- 2010 VF253
- 2010 VK253
- 2010 VL253
- 2010 VN253
- 2010 VQ253
- 2010 VR253
- 2010 VT253
- 2010 VC254
- 2010 VD254
- 2010 VJ254
- 2010 VW254
- 2010 VE255
- 2010 VF255
- 2010 VK255
- 2010 VL255
- 2010 VM255
- 2010 VN255
- 2010 VO255
- 2010 VQ255
- 2010 VR255
- 2010 VT255
- 2010 VU255
- 2010 VV255
- 2010 VW255
- 2010 VY255
- 2010 VZ255
- 2010 VA256
- 2010 VB256
- 2010 VC256
- 2010 VK256
- 2010 VU256
- 2010 VV256
- 2010 VA257
- 2010 VB257
- 2010 VC257
- 2010 VH257
- 2010 VJ257
- 2010 VL257
- 2010 VN257
- 2010 VO257
- 2010 VP257
- 2010 VU257
- 2010 VV257
- 2010 VX257
- 2010 VZ257
- 2010 VA258
- 2010 VC258
- 2010 VD258
- 2010 VE258
- 2010 VF258
- 2010 VH258
- 2010 VJ258
- 2010 VK258
- 2010 VM258
- 2010 VN258
- 2010 VQ258
- 2010 VS258
- 2010 VU258
- 2010 VV258
- 2010 VY258
- 2010 VB259
- 2010 VC259
- 2010 VD259
- 2010 VE259
- 2010 VF259
- 2010 VG259
- 2010 VH259
- 2010 VK259
- 2010 VL259
- 2010 VN259
- 2010 VP259
- 2010 VQ259
- 2010 VS259
- 2010 VT259
- 2010 VU259
- 2010 VW259
- 2010 VX259
- 2010 VY259
- 2010 VA260
- 2010 VB260
- 2010 VC260
- 2010 VD260
- 2010 VF260
- 2010 VJ260
- 2010 VM260
- 2010 VN260
- 2010 VO260
- 2010 VP260
- 2010 VR260
- 2010 VS260
- 2010 VT260
- 2010 VU260
- 2010 VO261
- 2010 VS261
- 2010 VT261
- 2010 VU261
- 2010 VW261
- 2010 VY261
- 2010 VB262
- 2010 VC262
- 2010 VF262
- 2010 VG262
- 2010 VK262
- 2010 VL262
- 2010 VM262
- 2010 VN262
- 2010 VO262
- 2010 VQ262
- 2010 VR262
- 2010 VS262
- 2010 VW262
- 2010 VK263
- 2010 VL263
- 2010 VM263
- 2010 VN263
- 2010 VO263
- 2010 VP263
- 2010 VR263
- 2010 VS263
- 2010 VT263
- 2010 VU263
- 2010 VV263
- 2010 VW263
- 2010 VX263
- 2010 VY263
- 2010 VD264
- 2010 VG264
- 2010 VN264
- 2010 VO264
- 2010 VP264
- 2010 VU264
- 2010 VX264
- 2010 VY264
- 2010 VA265
- 2010 VB265
- 2010 VE265
- 2010 VG265
- 2010 VJ265
- 2010 VK265
- 2010 VL265
- 2010 VN265
- 2010 VP265
- 2010 VS265
- 2010 VU265
- 2010 VV265
- 2010 VE266
- 2010 VF266
- 2010 VG266
- 2010 VK266
- 2010 VM266
- 2010 VN266
- 2010 VO266
- 2010 VR266
- 2010 VT266
- 2010 VV266
- 2010 VX266
- 2010 VY266
- 2010 VA267
- 2010 VB267
- 2010 VC267
- 2010 VD267
- 2010 VE267
- 2010 VF267
- 2010 VG267
- 2010 VK267
- 2010 VM267
- 2010 VN267
- 2010 VO267
- 2010 VP267
- 2010 VU267
- 2010 VX267
- 2010 VG269
- 2010 VO269
- 2010 VS269
- 2010 VT269
- 2010 VW269
- 2010 VX269
- 2010 VZ269
- 2010 VD270
- 2010 VE270
- 2010 VF270
- 2010 VG270
- 2010 VH270
- 2010 VK270
- 2010 VM270
- 2010 VN270
- 2010 VP270
- 2010 VQ270
- 2010 VR270
- 2010 VS270
- 2010 VT270
- 2010 VU270
- 2010 VV270
- 2010 VA271
- 2010 VC271
- 2010 VD271
- 2010 VG271
- 2010 VH271
- 2010 VK271
- 2010 VL271
- 2010 VO271
- 2010 VP271
- 2010 VQ271
- 2010 VR271
- 2010 VT271
- 2010 VV271
- 2010 VW271
- 2010 VY271
- 2010 VZ271
- 2010 VA272
- 2010 VB272
- 2010 VC272
- 2010 VD272
- 2010 VF272
- 2010 VG272
- 2010 VH272
- 2010 VJ272
- 2010 VK272
- 2010 VL272
- 2010 VM272
- 2010 VO272
- 2010 VP272
- 2010 VQ272
- 2010 VR272
- 2010 VS272
- 2010 VT272
- 2010 VU272
- 2010 VX272
- 2010 VA273
- 2010 VB273
- 2010 VC273
- 2010 VE273
- 2010 VF273
- 2010 VG273
- 2010 VH273
- 2010 VJ273
- 2010 VL273
- 2010 VN273
- 2010 VO273
- 2010 VQ273
- 2010 VR273
- 2010 VS273
- 2010 VY273
- 2010 VZ273
- 2010 VA274
- 2010 VB274
- 2010 VD274
- 2010 VE274
- 2010 VF274
- 2010 VH274
- 2010 VL274
- 2010 VN274
- 2010 VO274
- 2010 VP274
- 2010 VQ274
- 2010 VT274
- 2010 VU274
- 2010 VV274
- 2010 VW274
- 2010 VX274
- 2010 VY274
- 2010 VZ274
- 2010 VA275
- 2010 VC275
- 2010 VD275
- 2010 VE275
- 2010 VG275
- 2010 VJ275
- 2010 VK275
- 2010 VL275
- 2010 VM275
- 2010 VO275
- 2010 VP275
- 2010 VQ275
- 2010 VR275
- 2010 VS275
- 2010 VT275
- 2010 VU275
- 2010 VV275
- 2010 VW275
- 2010 VX275
- 2010 VY275
- 2010 VZ275
- 2010 VA276
- 2010 VB276
- 2010 VC276
- 2010 VD276
- 2010 VE276
- 2010 VH276
- 2010 VJ276
- 2010 VM276
- 2010 VN276
- 2010 VS276
- 2010 VT276
- 2010 VU276
- 2010 VV276
- 2010 VX276
- 2010 VY276
- 2010 VZ276
- 2010 VC277
- 2010 VF277
- 2010 VL277
- 2010 VN277
- 2010 VP277
- 2010 VR277
- 2010 VS277
- 2010 VT277
- 2010 VU277
- 2010 VW277
- 2010 VY277
- 2010 VZ277
- 2010 VA278
- 2010 VB278
- 2010 VC278
- 2010 VD278
- 2010 VE278
- 2010 VF278
- 2010 VH278
- 2010 VJ278
- 2010 VK278
- 2010 VM278
- 2010 VN278
- 2010 VP278
- 2010 VQ278
- 2010 VR278
- 2010 VS278
- 2010 VT278
- 2010 VU278
- 2010 VV278
- 2010 VZ278
- 2010 VB279
- 2010 VC279
- 2010 VE279
- 2010 VF279
- 2010 VG279
- 2010 VJ279
- 2010 VK279
- 2010 VL279
- 2010 VM279
- 2010 VN279
- 2010 VO279
- 2010 VP279
- 2010 VQ279
- 2010 VR279
- 2010 VS279
- 2010 VT279
- 2010 VV279
- 2010 VW279
- 2010 VZ279
- 2010 VA280
- 2010 VB280
- 2010 VD280
- 2010 VF280
- 2010 VG280
- 2010 VH280
- 2010 VJ280
- 2010 VK280
- 2010 VL280
- 2010 VN280
- 2010 VO280
- 2010 VP280
- 2010 VQ280
- 2010 VR280
- 2010 VS280
- 2010 VW280
- 2010 VZ280
- 2010 VA281
- 2010 VB281
- 2010 VC281
- 2010 VE281
- 2010 VF281
- 2010 VG281
- 2010 VH281
- 2010 VJ281
- 2010 VK281
- 2010 VL281
- 2010 VN281
- 2010 VO281
- 2010 VP281
- 2010 VQ281
- 2010 VR281
- 2010 VS281
- 2010 VT281
- 2010 VU281
- 2010 VV281
- 2010 VW281
- 2010 VX281
- 2010 VY281
- 2010 VZ281
- 2010 VA282
- 2010 VB282
- 2010 VC282
- 2010 VD282
- 2010 VE282
- 2010 VF282
- 2010 VH282
- 2010 VJ282
- 2010 VK282
- 2010 VL282
- 2010 VM282
- 2010 VN282
- 2010 VO282
- 2010 VP282
- 2010 VQ282
- 2010 VR282
- 2010 VS282
- 2010 VT282
- 2010 VU282
- 2010 VV282
- 2010 VW282
- 2010 VX282
- 2010 VY282
- 2010 VZ282
- 2010 VA283
- 2010 VB283
- 2010 VC283
- 2010 VD283
- 2010 VE283
- 2010 VG283
- 2010 VJ283
- 2010 VK283
- 2010 VL283
- 2010 VM283
- 2010 VN283
- 2010 VP283
- 2010 VQ283
- 2010 VR283
- 2010 VS283
- 2010 VT283
- 2010 VU283
- 2010 VV283
- 2010 VW283
- 2010 VX283
- 2010 VY283
- 2010 VZ283
- 2010 VA284
- 2010 VB284
- 2010 VC284
- 2010 VD284
- 2010 VE284
- 2010 VF284
- 2010 VG284
- 2010 VH284
- 2010 VJ284
- 2010 VK284
- 2010 VL284
- 2010 VM284
- 2010 VN284
- 2010 VQ284
- 2010 VR284
- 2010 VS284
- 2010 VT284
- 2010 VV284
- 2010 VW284
- 2010 VX284
- 2010 VY284
- 2010 VA285
- 2010 VB285
- 2010 VC285
- 2010 VD285
- 2010 VE285
- 2010 VF285
- 2010 VG285
- 2010 VJ285
- 2010 VK285
- 2010 VL285
- 2010 VM285
- 2010 VN285
- 2010 VO285
- 2010 VP285
- 2010 VQ285
- 2010 VR285
- 2010 VS285
- 2010 VU285
- 2010 VW285
- 2010 VX285
- 2010 VY285
- 2010 VZ285
- 2010 VA286
- 2010 VB286
- 2010 VC286
- 2010 VD286
- 2010 VE286
- 2010 VF286
- 2010 VG286
- 2010 VH286
- 2010 VJ286
- 2010 VK286
- 2010 VL286
- 2010 VM286
- 2010 VN286
- 2010 VP286
- 2010 VQ286
- 2010 VR286
- 2010 VS286
- 2010 VT286
- 2010 VU286
- 2010 VV286
- 2010 VW286
- 2010 VX286
- 2010 VY286
- 2010 VA287
- 2010 VB287
- 2010 VC287
- 2010 VD287
- 2010 VE287
- 2010 VF287
- 2010 VG287
- 2010 VH287
- 2010 VK287
- 2010 VL287
- 2010 VM287

### Du 16 au 30 novembre 2010
- 2010 WA
- 2010 WB
- 2010 WC
- 2010 WH
- 2010 WR
- 2010 WS
- 2010 WT
- 2010 WW
- 2010 WX
- 2010 WZ
- 2010 WC1
- 2010 WD1
- 2010 WE1
- 2010 WF1
- 2010 WG1
- 2010 WH1
- 2010 WJ1
- 2010 WM1
- 2010 WP1
- 2010 WT1
- 2010 WB3
- 2010 WC3
- 2010 WF3
- 2010 WG3
- 2010 WH3
- 2010 WJ3
- 2010 WV3
- 2010 WD4
- 2010 WM4
- 2010 WO4
- 2010 WS4
- 2010 WW4
- 2010 WY4
- 2010 WZ4
- 2010 WB5
- 2010 WC5
- 2010 WG5
- 2010 WH5
- 2010 WN5
- 2010 WQ5
- 2010 WV5
- 2010 WB6
- 2010 WJ6
- 2010 WK6
- 2010 WM6
- 2010 WO6
- 2010 WS6
- 2010 WX6
- 2010 WD7
- 2010 WJ7
- 2010 WQ7
- 2010 WR7
- 2010 WR8
- 2010 WT8
- 2010 WU8
- 2010 WV8
- 2010 WW8
- 2010 WZ8
- 2010 WA9
- 2010 WB9
- 2010 WC9
- 2010 WD9
- 2010 WE9
- 2010 WC10
- 2010 WE10
- 2010 WA11
- 2010 WG12
- 2010 WQ12
- 2010 WR12
- 2010 WY12
- 2010 WC13
- 2010 WJ13
- 2010 WT13
- 2010 WW13
- 2010 WH14
- 2010 WT14
- 2010 WV14
- 2010 WY14
- 2010 WD15
- 2010 WF15
- 2010 WG15
- 2010 WF16
- 2010 WP16
- 2010 WR16
- 2010 WB17
- 2010 WF17
- 2010 WP17
- 2010 WR17
- 2010 WS17
- 2010 WV17
- 2010 WW17
- 2010 WX17
- 2010 WA18
- 2010 WE18
- 2010 WJ18
- 2010 WL18
- 2010 WQ18
- 2010 WN19
- 2010 WO19
- 2010 WP19
- 2010 WR19
- 2010 WT19
- 2010 WZ19
- 2010 WA20
- 2010 WB20
- 2010 WM20
- 2010 WN20
- 2010 WO20
- 2010 WQ20
- 2010 WC21
- 2010 WD21
- 2010 WF21
- 2010 WL21
- 2010 WO21
- 2010 WT21
- 2010 WU21
- 2010 WX21
- 2010 WA22
- 2010 WF22
- 2010 WK22
- 2010 WL22
- 2010 WR22
- 2010 WT22
- 2010 WA23
- 2010 WD23
- 2010 WF23
- 2010 WN23
- 2010 WP23
- 2010 WT23
- 2010 WU23
- 2010 WW23
- 2010 WY23
- 2010 WA24
- 2010 WP24
- 2010 WU24
- 2010 WZ24
- 2010 WB25
- 2010 WH25
- 2010 WK25
- 2010 WL25
- 2010 WN25
- 2010 WZ25
- 2010 WF26
- 2010 WJ26
- 2010 WK26
- 2010 WO26
- 2010 WQ26
- 2010 WX26
- 2010 WY26
- 2010 WA27
- 2010 WL27
- 2010 WN27
- 2010 WW27
- 2010 WY27
- 2010 WE28
- 2010 WF28
- 2010 WG28
- 2010 WN28
- 2010 WP28
- 2010 WR28
- 2010 WU28
- 2010 WW28
- 2010 WA29
- 2010 WZ29
- 2010 WE30
- 2010 WK30
- 2010 WN30
- 2010 WP30
- 2010 WV30
- 2010 WW30
- 2010 WY30
- 2010 WL31
- 2010 WP31
- 2010 WS31
- 2010 WV31
- 2010 WC32
- 2010 WO32
- 2010 WV32
- 2010 WX32
- 2010 WA33
- 2010 WC33
- 2010 WE33
- 2010 WG33
- 2010 WK33
- 2010 WL33
- 2010 WV33
- 2010 WD34
- 2010 WE34
- 2010 WF34
- 2010 WJ34
- 2010 WP34
- 2010 WT34
- 2010 WV34
- 2010 WX34
- 2010 WD35
- 2010 WK35
- 2010 WP35
- 2010 WX35
- 2010 WZ35
- 2010 WA36
- 2010 WL36
- 2010 WO36
- 2010 WQ36
- 2010 WR36
- 2010 WU36
- 2010 WZ36
- 2010 WD37
- 2010 WM37
- 2010 WN37
- 2010 WP37
- 2010 WQ37
- 2010 WR37
- 2010 WS37
- 2010 WY37
- 2010 WB38
- 2010 WD38
- 2010 WG38
- 2010 WH38
- 2010 WK38
- 2010 WL38
- 2010 WR38
- 2010 WS38
- 2010 WA39
- 2010 WB39
- 2010 WM39
- 2010 WP39
- 2010 WU39
- 2010 WF40
- 2010 WG40
- 2010 WM40
- 2010 WN40
- 2010 WQ40
- 2010 WV40
- 2010 WM41
- 2010 WZ41
- 2010 WC42
- 2010 WE42
- 2010 WJ42
- 2010 WL42
- 2010 WC43
- 2010 WP43
- 2010 WQ43
- 2010 WR43
- 2010 WS43
- 2010 WA44
- 2010 WK44
- 2010 WN44
- 2010 WP44
- 2010 WU44
- 2010 WW44
- 2010 WZ44
- 2010 WD45
- 2010 WJ45
- 2010 WN45
- 2010 WO45
- 2010 WQ45
- 2010 WR45
- 2010 WD46
- 2010 WE46
- 2010 WP46
- 2010 WZ46
- 2010 WB47
- 2010 WC47
- 2010 WE47
- 2010 WK47
- 2010 WP47
- 2010 WV47
- 2010 WE48
- 2010 WH48
- 2010 WR48
- 2010 WU48
- 2010 WA49
- 2010 WE49
- 2010 WK49
- 2010 WO49
- 2010 WR49
- 2010 WS49
- 2010 WC50
- 2010 WD50
- 2010 WE50
- 2010 WJ50
- 2010 WV50
- 2010 WB51
- 2010 WC51
- 2010 WU51
- 2010 WZ51
- 2010 WH52
- 2010 WQ52
- 2010 WU52
- 2010 WX52
- 2010 WG53
- 2010 WK53
- 2010 WO53
- 2010 WK54
- 2010 WN54
- 2010 WX54
- 2010 WY55
- 2010 WC56
- 2010 WE57
- 2010 WG57
- 2010 WM57
- 2010 WN57
- 2010 WR57
- 2010 WV57
- 2010 WW57
- 2010 WB58
- 2010 WG58
- 2010 WU58
- 2010 WV58
- 2010 WY58
- 2010 WB59
- 2010 WE59
- 2010 WG59
- 2010 WH59
- 2010 WO59
- 2010 WZ59
- 2010 WB60
- 2010 WJ60
- 2010 WK60
- 2010 WQ60
- 2010 WU60
- 2010 WV60
- 2010 WY60
- 2010 WB61
- 2010 WH61
- 2010 WK61
- 2010 WL61
- 2010 WR61
- 2010 WJ62
- 2010 WN62
- 2010 WJ63
- 2010 WW63
- 2010 WT64
- 2010 WH66
- 2010 WQ66
- 2010 WT66
- 2010 WZ66
- 2010 WH67
- 2010 WQ67
- 2010 WS67
- 2010 WH68
- 2010 WQ70
- 2010 WW70
- 2010 WX70
- 2010 WC71
- 2010 WJ73
- 2010 WV73
- 2010 WA74
- 2010 WH75
- 2010 WM75
- 2010 WV75
- 2010 WY75
- 2010 WA76
- 2010 WC76
- 2010 WD76
- 2010 WE76
- 2010 WJ76
- 2010 WK76
- 2010 WL76
- 2010 WN76
- 2010 WO76
- 2010 WW76
- 2010 WX76
- 2010 WB77
- 2010 WG77
- 2010 WH77
- 2010 WJ77
- 2010 WK77
- 2010 WL77
- 2010 WQ77
- 2010 WU77
- 2010 WW77
- 2010 WB78
- 2010 WH78
- 2010 WJ78
- 2010 WL78
- 2010 WM78
- 2010 WN78
- 2010 WQ78
- 2010 WR78
- 2010 WT78
- 2010 WV78
- 2010 WY78
- 2010 WZ78
- 2010 WA79
- 2010 WC79
- 2010 WD79
- 2010 WE79
- 2010 WF79
- 2010 WJ79
- 2010 WL79
- 2010 WR79
- 2010 WS79
- 2010 WV79
- 2010 WX79
- 2010 WB80
- 2010 WD80
- 2010 WE80
- 2010 WH80
- 2010 WL80
- 2010 WM80
- 2010 WO80
- 2010 WP80
- 2010 WQ80
- 2010 WR80
- 2010 WS80
- 2010 WU80
- 2010 WW80
- 2010 WX80
- 2010 WY80
- 2010 WZ80
- 2010 WA81